# Caflou
Caflou je český manažerský online CRM systém, který pomáhá řídit celou firmu a její finance. Mezi jeho uživatele patří především střední a malé podniky do 50 zaměstnanců a OSVČ. 
Zaměřuje se na finanční řízení firmy a projektů, na řízení cashflow firmy a projektů a na automatizace firemních procesů skrz vlastní workflow engine. 

## Funkce
Caflou umožňuje evidovat zákazníky a spravovat jejich kontakty, měřit čas odvedené práce a tvořit výkazy, fakturovat a řídit cashflow, vést projektový management, vést si kalendář, nahrávat soubory a sdílet je v rámci týmu. 
Systém má integrace s Google, Outlook kalendář, Gmail, Outlook e-mail, dále nativní integrace s účetními programy Abra, Flexi, iÚčto, Xero, Quickbooks, Zoho Books a Open Banking.

## Historie
Caflou vzniklo v květnu roku 2016 jako podnikatelská aplikace. Založil ji podnikatel Petr Macek, který nástroj původně využíval pro řízení vlastní firmy. V roce 2019 šlo již o aplikaci na řízení firmy a jejího výkonu. Od roku 2022 je Caflou firemní all in one systém. 
Postupem let se Caflou vyvinulo v komplexní nástroj, který používají tisíce uživatelů z Česka i zahraničí. Kromě češtiny existují také jazykové verze v angličtině, němčině, španělštině, francouzštině, slovenštině či portugalštině. Uživatelé platformy jsou z více než 30 zemí po celém světě V roce 2019 jej zařadil německý magazín StartingUp mezi top 10 ERP systémů.
V dubnu roku 2024 aplikaci Caflou dosáhla počtu 50 000 uživatelů, z toho více než 4 000 aktivních firem. 

## Architektura
Aplikace je vyvinutá technologií Ruby on Rails a JavaScript. Aplikace umožňuje automatizovanou komunikaci pomocí API a Webhook a nativní integraci na integrační platformu Make.